# Kunín
Kunín település Csehországban, Nový Jičín-i járásban. Kunín Hladké Životice, Bartošovice, Suchdol nad Odrou, Bernartice nad Odrou és Šenov u Nového Jičína településekkel határos. Lakosainak száma 1810 fő (2024. január 1.).

## Népesség
A település lakosságának változását az alábbi diagram mutatja:
| Lakosok száma | 1954 | 2116 | 1931 | 1553 | 1721 | 1836 | 1863 | 1866 | 1811 | 1810 |
|               | 1869 | 1900 | 1921 | 1961 | 1980 | 2011 | 2016 | 2019 | 2021 | 2024 |